# Aldeonte
Aldeonte – gmina w Hiszpanii, w prowincji Segowia, w Kastylii i León, o powierzchni 20,56 km². W 2011 roku gmina liczyła 63 mieszkańców.